# Pseudomedon
Pseudomedon är ett släkte av skalbaggar som beskrevs av Étienne Mulsant och Claudius Rey 1877. Pseudomedon ingår i familjen kortvingar.
Kladogram enligt Dyntaxa:
| Pseudomedon | \| \| Pseudomedon obscurellus \| \| \| \| \| \| Pseudomedon obsoletus \| \| \| \| |
|             | \| \| Pseudomedon obscurellus \| \| \| \| \| \| Pseudomedon obsoletus \| \| \| \| |
|             | Pseudomedon obscurellus                                                           |
|             |                                                                                   |
|             | Pseudomedon obsoletus                                                             |
|             |                                                                                   |